# Tomas Espedal

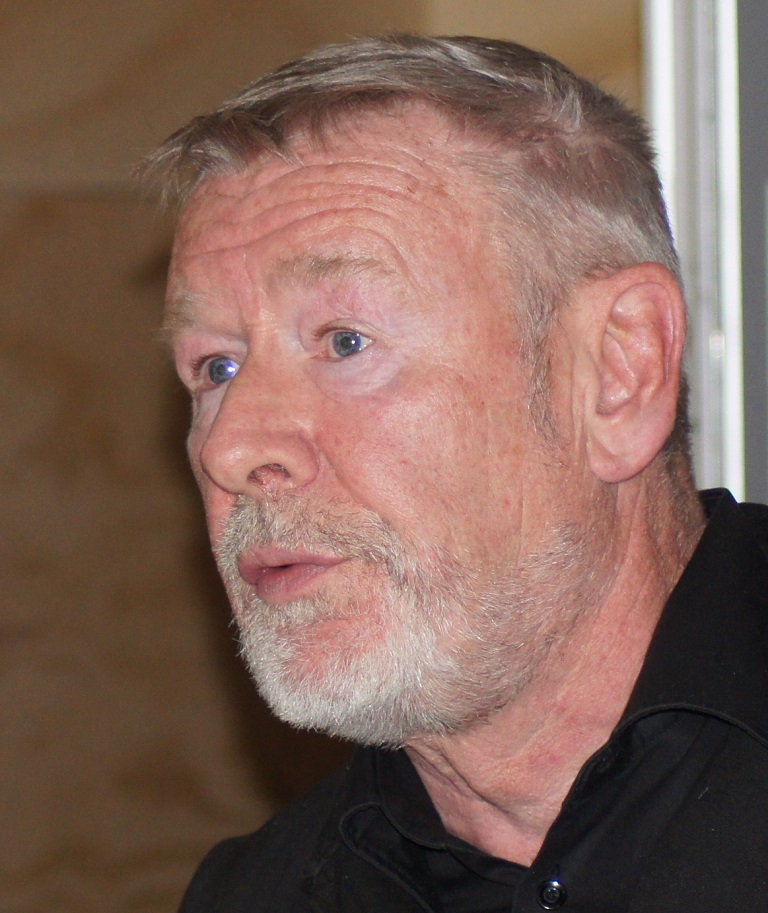
Tomas Espedal (2019)

Tomas Espedal (* 12. November 1961 in Bergen, Norwegen) ist ein norwegischer Autor und Hochschullehrer. Große Bekanntheit erlangte er in Norwegen vor allem durch seine Erzählungen an den Grenzen von Roman und Autobiographie. Viele seiner Erzählungen experimentieren auch mit den Gattungen Essay, Brief, Tagebuch und Reisebericht.

## Leben
Espedal wuchs in Bergen auf und studierte auch dort an der Universität. Danach zog er für längere Lebensphasen nach Oslo, später nach Kopenhagen, bevor er schließlich als erfolgreicher Schriftsteller zurückkehrte, um selber nebenbei zu lehren.
Als Hochschullehrer an der zur Universität Bergen gehörenden Schreibkunstakademie unterrichtete er Ende der 1980er Jahre Karl Ove Knausgård, der zu den ersten Absolventen der Autorenschule gehörte. Sein im Original 2006 erschienenes Buch Gehen: oder die Kunst, ein wildes und poetisches Leben zu führen machte ihn so berühmt, dass er nicht mehr ungestört anonym durch die Stadt gehen konnte, weil allzu viele unbedingt mit ihm reden wollten. Fortan fuhr er überwiegend mit dem Fahrrad in die Stadt. Sein Buch Bergeners von 2013, erst 2018 auf Deutsch mit gleichem Titel erschienen, ist ein Sammelband mit Prosa, Kurzgeschichten und Lyrik des Autors. In einer der Geschichten erzählt Tomas Espedal von den Bewohnern der Universitätsstadt, den sogenannten „Bergeners“, ihren Eigenheiten und Gewohnheiten.
Im Jahr 2018 veröffentlichte er, wie immer bei ihm auf Bokmål, den Roman Elsken. Zudem wurde der meist schwarz gekleidete Autor porträtiert in dem Dokumentarfilm Jeg vil bo i mitt navn von Regisseur Lars Erlend Tubaas Øymo.
Tomas Espedal lebt und arbeitet wieder dauerhaft in seiner Heimatstadt Bergen. In dieser statistisch regenreichsten Stadt des Landes lasse sich als Schriftsteller schlicht gut arbeiten.

## Auszeichnungen
Für seine Erzählung Wider die Kunst (2009) erhielt er im Jahr 2009 sowohl den Kritikerprisen als auch den Gyldendalprisen. Für Wider die Kunst (2009) wurde er im selben Jahr – wie schon drei Jahre zuvor für sein Buch Gehen. Oder die Kunst, ein wildes und poetisches Leben zu führen (2006) – für den Literaturpreis des Nordischen Rates nominiert. 2011 wurde ihm für Wider die Natur (2011) der Brageprisen verliehen.
Im selben Jahr wurde ihm ebenfalls der Literaturpreis des Riksmålsforbundet verliehen, den der Autor allerdings ablehnte. Tomas Espedal begründete seine Entscheidung damit, dass er weder mit der Sprachpolitik des Riksmålsforbundet übereinstimme noch mit den früheren Preisträgern, namentlich André Bjerke und Jens Bjørneboe, von denen er sich insofern distanzierte, dass er nicht mit ihnen in einer Reihe genannt werden wolle.

## Bibliographie
- En vill flukt av parfymer. (1988)
  - Eine wilde Flucht vor dem Parfüm. (Erscheinen der deutschsprachigen Übersetzung unbestimmt.)
- Jeg vil bo i mitt navn. (1990)
- Hun og jeg. (1991)
- Hotel Norge. (1995)
- Blond (erindring). (1996)
- Biografi (glemsel). (1999)
  - Biografie (Vergessenheit). In: Biografie, Tagebuch, Briefe. Aus dem Norwegischen von Hinrich Schmidt-Henkel, Matthes & Seitz, Berlin 2017, S. 7–102. ISBN 978-3-95757-425-1. (Autobiographisches Erzählprojekt. Band I.)
- Dagbok (epitafer). (2003)
  - Tagebuch (Epitaphe). In: Biografie, Tagebuch, Briefe. Aus dem Norwegischen von Hinrich Schmidt-Henkel, Matthes & Seitz, Berlin 2017, S. 105–221. ISBN 978-3-95757-425-1. (Autobiographisches Erzählprojekt. Band II.)
- Brev (et forsøk). (2005)
  - Briefe (Ein Versuch). In: Biografie, Tagebuch, Briefe. Aus dem Norwegischen von Hinrich Schmidt-Henkel, Matthes & Seitz, Berlin 2017, S. 223–345. ISBN 978-3-95757-425-1. (Autobiographisches Erzählprojekt. Band III.)
- Gå. (Eller kunsten å leve et vilt og poetisk liv). Gyldendal Norsk Forlag, Oslo 2006
  - Gehen. Oder die Kunst, ein wildes und poetisches Leben zu führen. Aus dem Norwegischen von Paul Berf, Matthes & Seitz, Berlin 2011, ISBN 978-3-88221-551-9. (Fünfte Auflage 2017.) (Autobiographisches Erzählprojekt. Band IV.)
- Ly. Gyldendal Norsk Forlag, Oslo 2007.
  - deutsche Übersetzung fehlt noch (Autobiographisches Erzählprojekt. Band V.)
- Imot kunsten (notatbokene). Gyldendal Norsk Forlag, Oslo 2009.
  - Wider die Kunst (Die Notizbücher). Aus dem Norwegischen von Hinrich Schmidt-Henkel. Matthes & Seitz, Berlin 2015, ISBN 978-3-95757-137-3. (Auch als Suhrkamp Taschenbuch 4752. Suhrkamp, Berlin 2017). (Autobiographisches Erzählprojekt. Band VI.)
- Imot naturen (notatbokene). Gyldendal Norsk Forlag, Oslo 2011.
  - Wider die Natur (Die Notizbücher). Aus dem Norwegischen von Hinrich Schmidt-Henkel, Matthes & Seitz, Berlin 2014, ISBN 978-3-88221-188-7. (Auch als Suhrkamp Taschenbuch 4606. Suhrkamp, Berlin 2015). (Autobiographisches Erzählprojekt. Band VII.)
- Bergeners. Gyldendal Norsk Forlag, Oslo 2013.
  - Bergeners. Aus dem Norwegischen von Hinrich Schmidt-Henkel, Matthes & Seitz, Berlin 2018, ISBN 978-3-95757-651-4.
- Året. Gyldendal Norsk Forlag, Oslo 2016. (Autobiographisches Erzählprojekt. Band VIII.)
  - Das Jahr. Aus dem Norwegischen von Hinrich Schmidt-Henkel, Matthes & Seitz, Berlin 2019, ISBN 978-3-95757-773-3.[5] (Autobiographisches Erzählprojekt. Band IX.)
- Elsken. Gyldendal Norsk Forlag, Oslo 2018.
  - Lieben. Aus dem Norwegischen von Hinrich Schmidt-Henkel, Matthes & Seitz, Berlin 2021, ISBN 978-3-75180-032-7. (Autobiographisches Erzählprojekt. Band X.)
- Lyst (en forfatters selvbiografie). Bind I: Fruktene av et arbeid. Bind II: Lesefrukter. Gyldendal Norsk Forlag, Oslo 2022
  - Lust. Teil I: Früchte einer Arbeit (S. 5–216) und Teil II. Lesefrüchte (S. 219–316) Aus dem Norwegischen von Hinrich Schmidt-Henkel, Matthes & Seitz, Berlin 2025, ISBN 978-3-7518-1014-2. (Autobiographisches Erzählprojekt. Band XI und XII.)